# Jens Scheiblich
Jens Scheiblich (Hamburg, 2 november 1942 - aldaar, 25 december 2010) was een Duitse televisieacteur en toneelspeler. Hij is het meest bekend om zijn rol als hoofdcommissaris Karl Heitman in de Duitse tv-serie Der Landarzt (103 afleveringen).
Na zijn diensttijd bezocht hij de Toneelschool van Hildburg Frese in Hamburg. Hij trad regelmatig op in het Ohnsorg-theater in Hamburg, waar hij tot de vaste bezetting hoorde. Daarnaast had hij vrijwel alleen televisieproducties. 

## Filmografie
- 1969: Die Revolte
- 1972: Der Funkenpuster
- 1973: Familienanschluß
- 1975: Liebe Verwandtschaft
- 1976: Die Chefin
- 1976: Wenn der Hahn kräht
- 1977: Petrus gibt Urlaub
- 1978: Cowboys, Quiddjes und Matrosen
- 1978: Der Etappenhase
- 1980: Das Naturtalent
- 1980: Schneider Wibbel
- 1981: Kollege Generaldirektor
- 1982: Eine Frau für den Klabautermann
- 1982: Doktur Puust
- 1983: Schmuggelbrüder
- 1983: Die fröhliche Tankstelle
- 1986: Geschichten aus der Heimat - Gift, Schnaps und Meeresleuchten
- 1988: Wenn du Geld hast
- 1990: Die zukünftigen Glückseligkeiten
- 1992: Deutschfieber
- 1998: Die graue Maus
- 2000: Der letzte Wille
- 2000: Morgen wird alles anders
- 2001: Reif für Rimini
- 2002: Lustfahrt ins Paradies
- 2002: Eine gute Partie
- 2003: Zwei wie Katz und Hund
- 2004: Das Geld liegt auf der Bank
- 2005: Der zweite Frühling
- 2006: Das Hörrohr

## Tv-series
- 1974: Motiv Liebe
- 1981: St. Pauli-Landungsbrücken
- 1985: Die Schwarzwaldklinik
- 1986: Detektivbüro Roth
- 1986: Finkenwerder Geschichten
- 1987-2004: Der Landarzt
- 1992: Die Männer vom K3
- 1993: Freunde fürs Leben
- 1994: Immenhof
- 1996: Die Ohnsorgs
- 1999: Pumuckls Abenteuer
- 2000: Großstadtrevier
- 2007: Die Rettungsflieger